# Galléros lile
A galléros lile (Charadrius collaris) a madarak osztályának, a lilealakúak (Charadriiformes) rendjébe, ezen belül a lilefélék (Charadriidae) családjába  tartozó faj.

## Rendszerezése
A fajt Louis Pierre Vieillot francia ornitológus írta le 1818-ban. Egyes szervezetek az Ochthodromus nembe sorolják Ochthodromus collaris néven.

## Előfordulása
Mexikó, Közép-Amerika a Karib-térség és Dél-Amerika területén honos. Természetes élőhelyei a tengerpartok, édesvizű folyók és patakok környéke. Állandó, nem vonuló faj.

## Megjelenése
Átlagos testhossza 15 centiméter.
|  |

## Természetvédelmi helyzete
Az elterjedési területe nagyon nagy, egyedszáma 670-6700 példány közötti és csökken, de még nem éri el a kritikus szintet. A Természetvédelmi Világszövetség Vörös listáján nem fenyegetett fajként szerepel.